# Visões Úteis
Visões Úteis é uma companhia de teatro profissional portuguesa fundada no Porto em 1994. O teatro foi a raiz de uma atividade constante e intensa que rapidamente se alargou a outras áreas das artes performativas, como a Performance na Paisagem e a Performance em Comunidade.
Até ao final de 2021 criou, produziu e apresentou em Portugal, Bélgica, Espanha, França, Grécia, Itália, Letónia, Reino Unido,  Suécia, 45 espetáculos de teatro, dez trabalhos na área de Performance na Paisagem, três Performances em Comunidade e cinco festivais/encontros de criadores.

## História
A fundação do Visões Úteis foi da responsabilidade de um grupo de pessoas que, anos antes, se tinham cruzado na Universidade de Coimbra e em particular num grupo de teatro universitário: o CITAC – Círculo de Iniciação Teatral da Academia de Coimbra.
Esta matriz informal dá origem, já no Visões Úteis, a um primeiro ciclo de trabalho, entre 1994 e 1999, visando a absorção das mais diversas influências, em que é central a aposta em encenadores convidados (Paulo Lisboa, Paulo Castro, Carlos Curto, João Paulo Seara Cardoso, António Feio, Diogo Dória e José Wallenstein; a que se juntaram as primeiras experiências de encenação de Nuno Cardoso, um dos fundadores), levando à cena um vasto leque de autores (entre os quais se contam Genet, José Gomes Ferreira, Dostoievski, Ionesco, Gregory Motton, Samuel Beckett, Kafka, Al Berto), e colaborando com os principais programadores da época como a Culturgest, o Centro Cultural de Belém e o Teatro Nacional São João.

Entre 1999 e 2008, aponta-se um segundo ciclo de trabalho, orientado pela necessidade de pesquisa e laboratório. Predominam então os trabalhos dirigidos pelos responsáveis artísticos da companhia (Ana Vitorino, Carlos Costa, Catarina Martins e Pedro Carreira) e a criação dramatúrgica ganha especial relevo. Neste período destaca-se a abordagem a autores como Kafka, Tonino Guerra, Tchekov, Pirandello, Gregory Motton, Bohumil Hrabal, Ibsen, Juan José Millás, Gemma Rodriguez, bem como a regular edição dos textos produzidos. Importa salientar, sobretudo, a crescente importância de espetáculos completamente originais e de uma metodologia de escrita de cena (também conhecida por Devised Theatre) que se vai sedimentando ao longo da primeira década do século XXI.

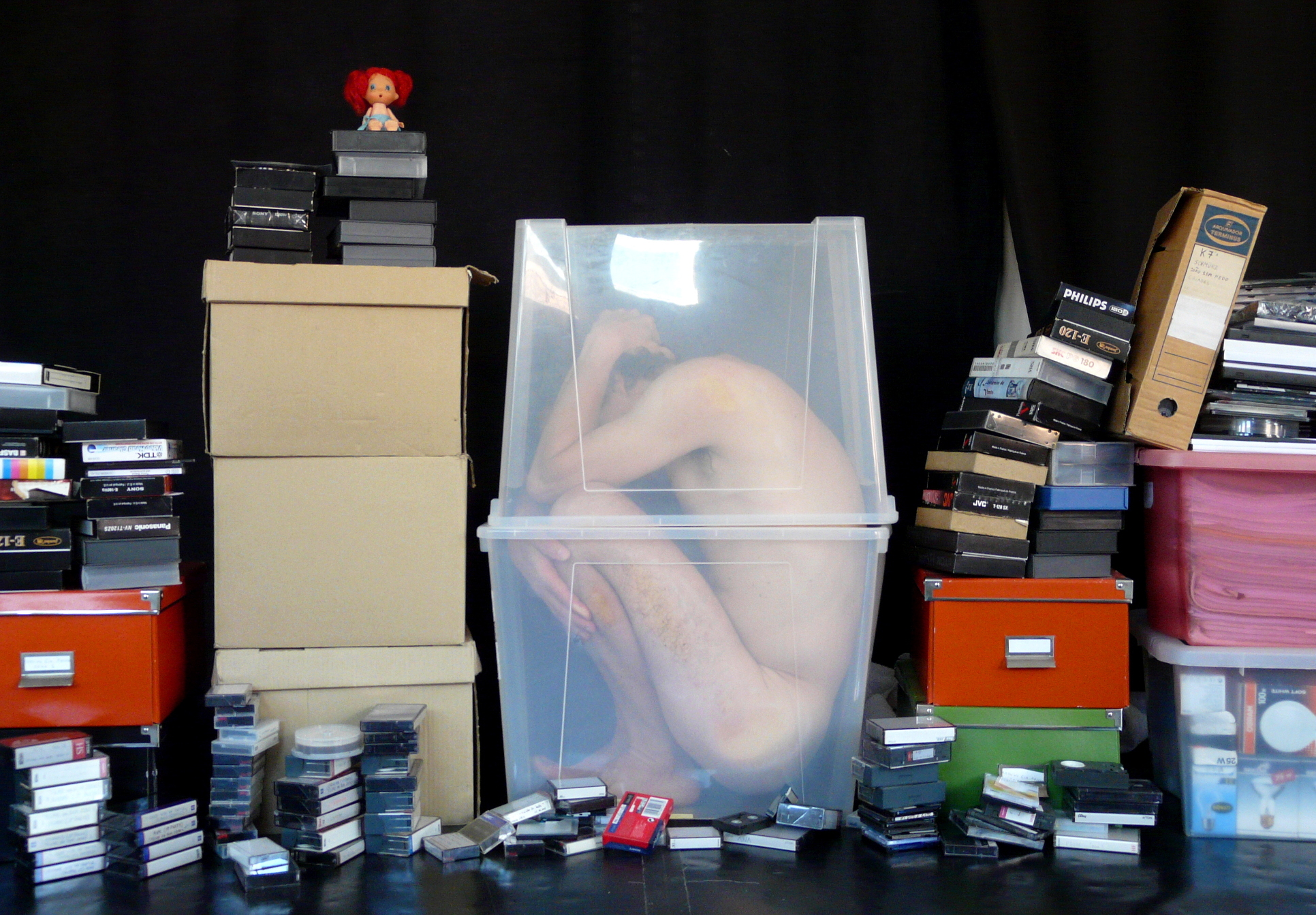
"Teoria 5S" - criação Visões Úteis / 2017

Desde a fundação do Visões Úteis que a sua atividade se desdobrou em diversos projetos, paralelos à criação e itinerância de espetáculos de teatro, que traduziram o desejo de confronto com outras áreas artísticas – através da organização de encontros de criadores e da produção de exposições e concertos – e com públicos distantes da produção artística – apresentação de espetáculos em estabelecimentos prisionais, em pequenas localidades do interior e em diferentes espaços urbanos, trabalho com crianças e jovens de áreas carenciadas e com público escolar. Esta diversificação passou também pelo rápido enquadramento dos novos processos digitais de criação, pela organização e difusão de conteúdos, pelo início da criação em áreas transdisciplinares e pelo progressivo desejo de internacionalização.
Em 2001 o Visões Úteis recebeu a Medalha de Ouro de Mérito Cultural da Cidade do Porto, em reconhecimento da sua ação artística junto de públicos variados; e no mesmo ano deslocou-se ao Parlamento Europeu, onde apresentou, a convite da Comissão de Cultura, uma comunicação sobre o seu percurso pessoal em articulação com uma ideia de cultura e acesso à mesma na Europa.
Entretanto, e a partir de 2001, o projeto artístico alargou-se progressivamente a trabalhos sobre a paisagem urbana que foram conhecendo uma progressiva internacionalização, nomeadamente através de parcerias com instituições prestigiadas de Espanha, França e Itália. E, ao longo da década, os trabalhos sobre a paisagem urbana começaram também a abrir caminho para processos de criação no âmbito da Performance em Comunidade, sempre acompanhados por um crescente reconhecimento da crítica, dos públicos e de instituições como o Teatro Nacional de São João ou o Teatro Nacional Dona Maria II.
A partir de 2009, a equipa permanente cresceu, com uma direção artística partilhada entre Ana Vitorino e Carlos Costa, de forma a permitir um trabalho quotidiano cada vez mais estruturado e dinâmico. Esta situação apresentou-se como um convite a novas formas de organização dos processos criativos (numa multiplicação de oportunidades para todos os criadores envolvidos), a uma acrescida capacidade de produção e a um envolvimento permanente com a comunidade.
O Visões Úteis assumia-se já como um projeto artístico marcadamente de autor, que se produzia a si próprio, um projeto pluridisciplinar, com uma direção partilhada e assente em metodologias de trabalho colaborativas que convocam uma especial participação de toda a equipa artística, corporizando paradigmas das artes performativas (na Europa e nos Estados Unidos da América) e a que normalmente se associava em Portugal a conotação com a escrita de Cena e a designação de coletivo Visões Úteis.
Assim, ao longo da segunda década do século XXI, o projeto estético continuou a crescer em sintonia com uma forte motivação ética, numa constante reflexão acerca do sentido contemporâneo de fazer arte e teatro, que quotidianamente marcou as opções de trabalho, colocou a colaboração e a sustentabilidade no centro do projeto (nomeadamente através da consideração da pegada ecológica da criação artística e da utilização de licenças Creative Commons) e agudizou a consciência da responsabilidade social e política para com as comunidades envolventes. Consciência esta que exigiu a presença permanente de um Serviço Educativo, um espaço onde as metodologias de trabalho das artes performativas se convertiam em ferramentas de reflexão e autonomia da população em geral, e, em particular, de todos aqueles que viviam nas periferias, fossem estas de geografia, género, geração, cultura ou etnia.
O núcleo do Visões Úteis continuava a ser a criação artística, mas a sua atividade espalhava-se cada vez mais por outros domínios como a programação, a circulação nacional e internacional, a edição, o desenvolvimento de públicos, a investigação e a formação da equipa.
Em 2020 o Visões Úteis mudou as suas instalações para a freguesia de Campanhã, dando assim uma convicção mais profunda aos sentidos projetados para a década seguinte, em que mantendo a criação artística como núcleo do projeto, se assume com igual convicção o crescimento da atividade para outros domínios, em particular o da programação, enquanto parceiro da Câmara Municipal do Porto, para o polo de Campanhã do Cultura em Expansão, um programa anual de promoção cultural e artística, que se materializa em múltiplas iniciativas em associações de moradores, coletividades e diferentes espaços por toda a cidade.
A Direção Artística é de Carlos Costa, que partilha a direção de projetos e os processos de criação com Ana Vitorino, Inês de Carvalho, João Martins e Jorge Palinhos, e ainda com diversos artistas convidados. Juntos garantem, através dos seus ricos e transversais percursos de formação e experiência, a pluridisciplinaridade e transversalidade do projeto artístico.

## Investigação
Desde 2017 que a investigação é um domínio relevante na atividade do Visões Úteis, não apenas no âmbito da pesquisa inerente aos processos criativos, como também no de projetos de caráter tendencialmente científico e em articulação com instituições do ensino superior, centros de investigação, docentes e investigadores. Esta linha – que já se deixava adivinhar 10 anos antes, nas escolhas académicas de alguns diretores artísticos – permite produzir e transferir conhecimento e reforçar o questionamento estético e o impacto político dos projetos no domínio da criação

## Formação
No Visões Úteis é possível encontrar ações regulares de formação, na área do teatro, de caráter anual e dirigidas a jovens e adultos.
Desde 2009 são oferecidos cursos anuais de teatro para adultos. Neste espaço – em horário pós-laboral – as metodologias das artes performativas, e em particular as mais próximas aos processos de trabalho do Visões Úteis (nomeadamente a escrita para cena), são projetadas como ferramentas de reflexão, autonomia, participação e felicidade.
É também possível frequentar formações intensivas e um curso dirigido a crianças e jovens com Perturbações do Espectro do Autismo.

## Território
Desde 2007 que em Campanhã – a freguesia mais oriental do concelho do Porto – o Visões Úteis tem encontrado sentidos para o desenvolvimento seu projeto, em termos estéticos, políticos e sociais.
Em 2018, o Visões Úteis integrou o projeto municipal Coletivos Pláka, do qual resultou o livro "Politics of Survival", que visava pensar a dimensão política da transmissão de conhecimento. No mesmo ano, desenvolveu Pegada na Rotunda – título inspirado pela Rotunda da Areosa – trabalho que era já a matriz conceptual da linha de ação em Campanhã, procurando colocar a cultura, e os agentes culturais, na generalidade dos processos de pensamento e decisão acerca da cidade do Porto.
Em 2019 assumiu a responsabilidade pelo Polo de Campanhã do Programa Cultura em Expansão, da Câmara Municipal do Porto. E, em 2020 mudou-se para a freguesia.

## Parcerias
O Visões Úteis é membro de diversas redes nacionais e internacionais para o setor da cultura e das artes performativas. E ainda de inúmeras organizações que constantemente estimulam a sua exigência em termos políticos, sociais e ambientais.
Acolhe, também, em programas bienais, artistas performativos – entre os quais se contam, cronologicamente, Erva Daninha (2009/2010), A Turma (2011/2022), Porta 27 (2013/2014), Teatro Anémico (2015/2016), Cão à Chuva (2017/2018), Mário Moutinho (2018/2019), Carminda & Maria Soares, Joana Castro & Maurícia Neves, Solveig Phyllis Rocher (2019/2020), Filipe Moreira, Lapso, Ervilha no Topo do Bolo (2021/2022).
De modo regular, e desde 2006, o Visões Úteis é também parceiro em diversos projetos europeus de criação ou aprendizagem, e mais recentemente em projetos nacionais para a coesão territorial.

## Responsabilidade Ambiental
Ao introduzir uma Taxa de Carbono – que compense o planeta pelos gases que a sua atividade implica – no orçamento anual de despesas, o Visões Úteis espera contribuir não só para a consciencialização do problema das emissões de gases estufa, mas também para apoiar entidades que se dedicam à preservação do meio ambiente e sustentabilidade energética.
Para além desta aplicação, e visando reduzir a sua pegada ecológica, o Visões Úteis promove boas práticas ambientais não só em termos quotidianos, mas também através da reciclagem de cenografias e de equipamentos, sendo uma entidade credenciada, junto da Câmara Municipal do Porto, para deposição de materiais em ecocentros.
Finalmente, o Visões Úteis é membro da Zero, uma associação para um sistema terrestre sustentável. O objetivo é alcançar uma pegada carbónica zero em 2030.